# Peter Littelmann

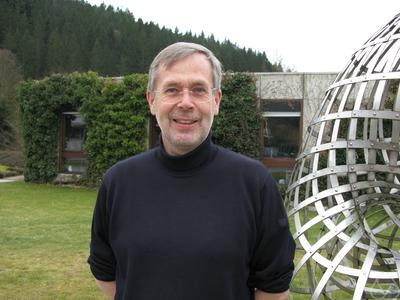
Peter Littelmann, Oberwolfach 2009

Peter Littelmann (* 10. Dezember 1957 in Wilhelmshaven) ist ein deutscher Mathematiker. Sein Arbeitsgebiet liegt im Grenzbereich zwischen Darstellungstheorie, Transformationsgruppen und algebraischer Kombinatorik, mit Bezügen zur theoretischen Physik.

## Biografie
Peter Littelmann besuchte von April 1964 bis Juni 1967 die Grundschule und wechselte danach auf das mathematisch-naturwissenschaftliche Gymnasium, wo er im Mai 1976 sein Abitur ablegte. Littelmann studierte ab Oktober 1977 an den Universitäten Hamburg, Basel und von September 1983 bis Juni 1984 der Brandeis University. Im April 1983 legte er an der Uni Hamburg sein Diplomprüfung ab und wurde 1988 bei Hanspeter Kraft an der Universität Basel promoviert (Beiträge zur Darstellungstheorie halbeinfacher algebraischer Gruppen). Als Post-Doktorand war er an der Universität Rom La Sapienza und der Universität Grenoble. Er habilitierte sich an der Universität Basel und war Gastprofessor an der Universität Bern, bevor er Professor an der Universität Straßburg und von 1997 bis 2000 Mitglied des Instituts universitaire de France wurde. Danach war er ab 2000 Professor an der Universität Wuppertal und ab Oktober 2005 an der Universität zu Köln.
Er war Gastprofessor an der University of California, Berkeley und Gastwissenschaftler am MSRI.
Littelmann befasst sich mit Algebra, Darstellungstheorie und algebraischer Kombinatorik. Er entwickelte das kombinatorische Werkzeug Wege-Modell (englisch: Littelmann path model) und benutzte es für den Beweis von Vermutungen in der Theorie von Standard-Monomen (englisch: Standard monomial theory) von C. S. Seshadri und zur Berechnung von Multiplizitäten in Darstellungen halbeinfacher Liegruppen und – algebren und symmetrisierbarer Kac-Moody-Algebren.

## Ehrungen und Mandate
- 1994 war er Vortragender auf dem Internationalen Mathematikerkongress in Zürich (The path model for representations of symmetrizable Kac-Moody-Algebras)
- 2009–2015 war er Sprecher des Schwerpunktprogramms 1388 „Darstellungstheorie“[4]
- 2011–2012 war er Vize-Präsident der Deutschen Mathematiker-Vereinigung

## Schriften (Auswahl)
- A Littlewood-Richardson rule for symmetrizable Kac-Moody algebras, Inventiones Mathematicae, Band 116, 1994, S. 329–346,
- Paths and root operators in representation theory, Annals of Mathematics, Band 142, 1995, S. 499–525
- Characters of Representations and Paths in {\displaystyle h_{R}},  Proceedings of Symposia in Pure Mathematics, American Mathematical Society, Band 61, 1997, S. 29–49
- The path model, the quantum Frobenius map and standard monomial theory, in Roger W. Carter, Jan Saxl (Hrsg.), Algebraic groups and their representations (Cambridge, 1997), NATO Advanced Science Institutes Series C: Mathematical and Physical Sciences, 517, Dordrecht: Kluwer, S. 175–212
- Contracting modules and standard monomial theory for symmetrizable Kac-Moody algebras, Journal of the American Mathematical Society, Band 11, 1998, S. 551–567